# 安西祐一郎
安西 祐一郎（あんざい ゆういちろう、1946年〈昭和21年〉8月29日 - ）は、日本の情報科学者、認知科学者。学位は工学博士（慶應義塾大学・1974年）、博士（哲学）（慶應義塾大学・2019年）。慶應義塾大学名誉教授、慶應義塾学事顧問、公益社団法人日本工学アカデミー会長、公益財団法人大川情報通信基金理事長、一般財団法人交詢社理事長、玉川大学脳科学研究所客員教授。
慶應義塾大学理工学部長、慶應義塾大学大学院理工学研究科委員長、慶應義塾長などを経て、独立行政法人日本学術振興会理事長、文部科学省中央教育審議会会長、文部科学省の特別の機関日本ユネスコ国内委員会会長、文部科学省科学技術・学術審議会委員、日本学術会議会員、情報処理学会会長、日本認知科学会会長、日本私立大学連盟会長、全国大学体育連合会長、環太平洋大学協会会長、Global Research Council議長などを務めた。

## 人物

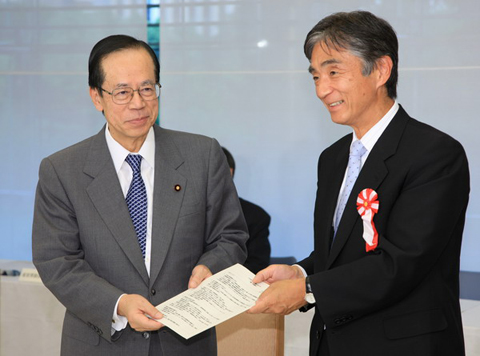
2008年5月26日、総理大臣官邸にて内閣総理大臣福田康夫（左）と

1970年代の半ばから、慶應義塾大学理工学部（当時工学部）、北海道大学文学部、カーネギーメロン大学心理学科、同コンピュータサイエンス学科などで、文系理系の壁を超える人間探究の科学としてAIと認知科学を研究。1976年にHerbert Simon（1975年チューリング賞、1978年ノーベル経済学賞受賞）のもとで始めた学習の研究は、従来の心理学や神経科学では理解が困難であった人間の複雑な学習の内的プロセスを、当時まだほとんど知られていなかった発話思考法による心理学的実験と、プログラムを自己学習する新しい機械学習システムの設計・実装を組み合わせて解明した、時代を画した認知科学の成果として知られている。特に、問題を何度も解いている間に新しい問題解決方略を自己学習する「learning by doing」の内的プロセスを実験的に明らかにするとともに、コンピュータプログラムが実行を止めずにそのプログラム自体を書き換えることのできる自己学習可能なプログラムのための斬新なプログラミング環境を設計・実装し、人間が新しい問題解決方略を教師なしで学習する「learning by doing」の内的プロセスを、「自己学習可能な問題解決プログラムが問題解決の実行中に新しい問題解決プログラムを生成するプロセス」としてシミュレーションすることに、1978年に成功した。
1970年代後半という早い時期から、その後AI研究のテーマの一つになった内的モデルの生成プロセスの研究を行ってきた。特に、物理学の問題を用い、同じ問題を解くにも多数の内的モデル生成方略があり得ること、また、問題解決方略を学習する内的プロセスと内的モデル生成方略を学習する内的プロセスが相互に影響しあって学習が進むことを明らかにした。
1985年に認知科学の研究に没頭するため慶應義塾大学理工学部専任講師を依願退職、札幌に移住し北海道大学文学部行動科学科社会心理学講座助教授に転身、カーネギーメロン大学心理学科で身につけた認知社会心理学を講義、文系で初めての文部省特別推進研究（代表者戸田正直教授）に参加、同僚や文学部の学生たちとともに感情の機能を含む社会的相互作用のモデルを構築、カナ漢字変換機能さえ十分でなかった当時のワークステーションに日本語対話処理システムとして実装した。寝食を共にした文学研究科の院生7名すべてがその後大学で教鞭を取るようになった。北海道最初のJUNET（現在のインターネット）サイトは、理工系の研究拠点でなく、村井純から安西への依頼で1985年に北大文学部安西研究室に設置された。
偶然の巡り合わせで、安西が北大に移ってのちに慶大が湘南藤沢キャンパス（SFC）創設の検討を開始、日本のコンピュータアーキテクチャ研究を牽引していた相磯秀夫教授が初代学部長として理工学部から移ることになり、1988年相磯研究室を引き継いで北大から慶大理工学部教授に再転身した。
再転身した慶大理工学部では、カーネギーメロン大学で研究していたAIとコンピュータサイエンスの基礎理論を講義、1990年代の初めに世界に先駆けて人間とロボットの相互作用（human-robot interaction）の研究分野を学生たちとともに開拓、認知科学の先端的知見に基づく人間とロボットの円滑な相互作用の実現を目的として、博士課程院生を中心とした、自律移動ロボット用コンピュータハードウェア、リアルタイムオペレーティングシステム、センサネットワーク用ミドルウェア、センサデータ用データベースシステムなどの基盤技術、およびAI、学習アルゴリズム、日本語対話処理、ヒューマンインタフェース、マルチロボットの相互作用モデル、記憶表現の認知神経科学的研究などの先端研究を推進、大規模な文理融合プロジェクトPRIME（Physically-grounded human-Robot Interaction in Multiagent Environment）を主宰し、多くの学生とともに新しい学問分野を牽引してきた。
旧帝大文学部と伝統私大理工学部でまったく異なる分野を常勤職として教えた経験を踏まえ、文系理系や国立私立の壁を超えて、情報科学の方法論によって心の内的プロセスを明らかにする「科学としてのAI」とも言える認知科学とその応用分野で、日本の研究を先導してきた。
学習の内的プロセスに関する研究や多くの学生とともに進めてきた人間とロボットの相互作用の研究などをもとに、2000年代後半から、人間、AI、ロボットに限らず複数の目標指向適応的行為主体（goal-directed adaptive agent）の社会的相互作用の理論として「情報共有による相互作用の理論」を研究、この理論を骨子として知識の実在論に基づく知識論を博士論文にまとめ、2019年に博士（哲学）の学位を取得、博士学位論文を改訂した1000ページを超える英文著書を2021年に刊行、情報共有の概念に基づくAI時代の新しい哲学を探究している。
この間、マギル大学医学教育センター客員教授、エジンバラ大学人工知能学科訪問研究員、International Journal of Human-Computer Interaction Associate Editor、Artificial Intelligence、Journal of Artificial Intelligence Research、Neural Networksなどの編集委員、東京大学、京都大学、東京工業大学、豊橋技術科学大学、上智大学などの非常勤講師を務めた。
1993年に47歳で慶應義塾大学理工学部長に就任、2001年まで務め、8年にわたり理工学部と大学院理工学研究科の改革に携わった。2001年に54歳で慶應義塾長に就任、多くの人々とともに、学費改定、大学病院改革、伊勢慶應病院の廃止、国際交流の強化、共立薬科大学との合併による薬学部創設など、また「未来への先導」「独立と協生」の標語のもとに、記念講座や奨学金の開設、大学院研究科の設置、キャンパス整備、285億円にのぼる記念募金ほか多岐にわたる慶應義塾創立150年記念事業に携わった。2008年11月8日に開催された創立150年記念式典には創立以来初めて天皇皇后両陛下のご臨席を仰ぎ、天皇陛下にお言葉を賜った。環太平洋地域の主要大学で構成する環太平洋大学協会（Association of Pacific-Rim Universities）の会長を日本人で初めて務めた。
2011年には、天皇陛下の御下賜金をもとに1932年に創設された全学問分野の基礎研究を支える研究助成機関の独立行政法人日本学術振興会の理事長に就任、6年半にわたり、文理を問わず日本の基礎研究の振興と国際共同研究の発展に努め、アメリカの国立科学財団（NSF）、ドイツ研究振興協会（DFG）、中国の国家自然科学基金委員会（NSFC）、韓国研究財団（KRF）、スウェーデンのノーベル財団をはじめ、世界の代表的な機関との連携を深めた。研究助成機関の国際組織Global Research Councilの議長を日本人で初めて務めた。
2005年に文部科学省中央教育審議会委員、2007年同大学分科会長、2014年同会長に就任、学習の研究者であることを活かし一貫して主体的な学びの重要性を説いた。教育の高大接続改革に力を注ぎ、現行の学習指導要領、大学入学共通テストなどに向けた議論に携わった。日本ユネスコ国内委員会会長として、2015年ユネスコ創立70周年に際し会長声明を発表、ユネスコ事務総長に手交した。
慶應義塾大学名誉教授の安西修一郎は親族である。池田彌三郎とは遠戚関係にある。
慶應義塾大学理工学部体育会ラグビー部（KER）27期でOB会会長を務めた。宇宙飛行士の星出彰彦とは、慶應義塾大学理工学部体育会ラグビー部（KER）の同窓である。幼稚舎出身の塾長としては、潮田江次に次ぐ二人目である。
大学入試共通テストに記述式問題を導入する案をまとめた安西は「採点の公平性が保たれるのか」という問題に次のように語った。「トップレベルの大学の入学者には高所得層の家庭の子どもが多いという状況もあります。そうした中で、新テストの記述式問題の採点部分だけを取り出して公平性を問うのは違和感を覚えます」。また、安西は、共通テストへの英語民間試験導入を推進したが、民間試験の有力候補であったGTEC主催団体の評議員を務めていた。
なお、安西本人は慶應義塾幼稚舎から大学まで、外部受験を経験していない。
教育再生懇談会(2009年11月に廃止)で座長を務めた。文部科学省学校教育の情報化懇談会座長も務め、小中学生が携帯やネットのリテラシーを学ぶことを奨励している。2009年4月末の慶應義塾長の選挙に三選目を目指して臨んだものの、当時商学部長を務めていた清家篤が次期塾長に選出されたため、2009年5月27日を以って塾長の座を退いた。
趣味はスポーツで特にラグビー、スキー、テニスを嗜んでいた、読書、クラシック音楽鑑賞。座右の銘は「一期一会」。子息は慶應義塾大学病院の医師。

### NHK会長人事
NHKでは、19年ぶりに民間から起用された会長の福地茂雄が、高齢も一つの理由として2011年1月24日の任期満了後は再任を望まない意向を示していた。このためNHK経営委員会は後任の人選を進め、その過程で安西に次期会長就任を打診、安西はこれに内諾したことが2010年12月29日明らかになった。NHK経営委員会において承認が得られれば、NHKでは2代続く民間出身の会長に就任することになっていた。
しかし、安西が 1.都心に居宅を用意できるか 2.副会長は自分が連れて来られるか 3.会長の交際費はあるのか を質問したことに、経営委員会内部で安西に対する不信が生じ、2011年1月には経営委員会が打診を撤回。安西はこれについて「単に説明を求めただけ」と釈明した上で、経営委員会に対する不信感をあらわにし「このような状況では会長職を受けてもNHKを良くすることは困難」として、1月11日に就任を拒絶することを表明した。NHK経営委員会は3月8日に安西に公式に謝罪を表明した。

## 経歴
- 1959年 慶應義塾幼稚舎卒業
- 1962年 慶應義塾普通部卒業
- 1965年 慶應義塾高等学校卒業

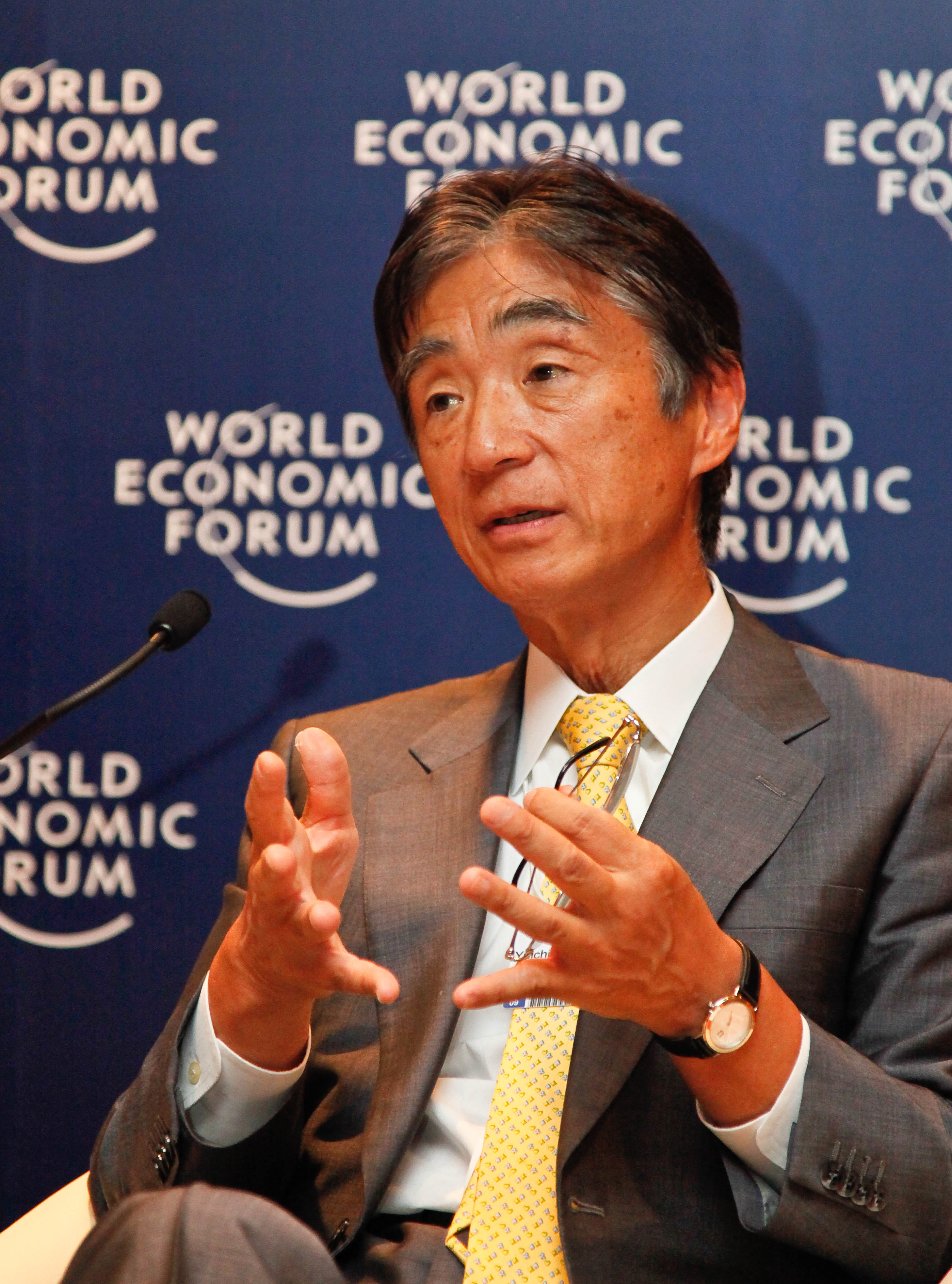
2009年6月18日、世界経済フォーラム東アジア会議にて

- 1969年 慶應義塾大学工学部応用化学科卒業
- 1971年 慶應義塾大学大学院工学研究科管理工学専攻修士課程修了。同大学工学部管理工学科助手（ - 1979年）
- 1974年 同大学大学院工学研究科管理工学専攻博士課程修了、工学博士。学位論文は「A study on integer programming algorithms and their applications」
- 1976年 カーネギーメロン大学博士研究員（ - 1978年）
- 1977年 エジンバラ大学人工知能学科訪問研究員
- 1979年 慶應義塾大学工学部管理工学科専任講師（ - 1985年）
- 1981年 カーネギーメロン大学客員助教授（ - 1982年）
- 1985年 北海道大学文学部行動科学科助教授
- 1988年 慶應義塾大学理工学部電気工学科（学科改組後、情報工学科）教授
- 1989年 同大学大学院理工学研究科教授（計算機科学専攻）兼任
- 1991年 マギル大学客員教授
- 1993年 日本認知科学会会長
- 1993年 慶應義塾大学理工学部長・大学院理工学研究科委員長（ - 2001年）
- 2001年 慶應義塾長（ - 2009年）
- 2003年 社団法人日本私立大学連盟会長・日本私立大学団体連合会会長・全私学連合代表（協議会議長）
- 2005年 社団法人情報処理学会第23代会長（ - 2007年）
- 2005年 日本学術会議会員（- 2011年）
- 2007年 文部科学省中央教育審議会大学分科会長（- 2014年）
- 2008年 環太平洋大学協会（Association of Pacific-Rim Universities）会長
- 2011年 独立行政法人日本学術振興会理事長
- 2011年 公益社団法人全国大学体育連合会長
- 2013年 文部科学省の特別の機関日本ユネスコ国内委員会会長
- 2014年 文部科学省中央教育審議会会長
- 2020年 新型コロナウイルス感染症対策・AIシミュレーション検討会議委員、公益財団法人東京財団政策研究所所長
- 2024年 公益社団法人日本工学アカデミー 会長[20]
- 2024年 公益財団法人大川情報通信基金理事長

## 受賞・受章
- 1972年 - 計測自動制御学会技術論文賞（志水、安西、林共著）
- 1987年 - 情報処理学会論文賞「Connectionist Modelを用いた自然言語処理システム」（Vol.28, No.2）田村淳との共著
- 1991年 - BABEL国際翻訳大賞（『翻訳の世界』翻訳大賞） 哲学・思想・芸術部門
- 2001年 - 人工知能学会業績賞
- 2005年 - フランス共和国教育功労章コマンドゥール
- 2008年春 - 紫綬褒章[21]
- 2008年 - 情報処理学会功績賞
- 2012年 - 情報処理学会名誉会員
- 2015年 - 文化功労者（情報科学・認知科学・学術振興）[22]
- 2016年 - 電子情報通信学会名誉員
- 2022年 - フランス共和国レジオンドヌール勲章シュヴァリエ
- 2023年 - 全国大学体育連合賞
- 2024年 - 日本武道館功労賞

## 主な研究プロジェクト
- 1992年8月～1997年3月　科学技術庁科学技術振興調整費「協調的ロボットオペレーション」研究代表者
- 1996年4月～2001年3月 - 日本学術振興会未来開拓学術研究推進事業「生命情報」研究推進委員会委員長
- 1997年4月～1999年3月　通産省工業技術院産業技術促進制度先導研究「知的社会基盤工学」調査委員会委員長
- 1997年4月～2004年3月 - 科学技術振興事業団個人研究推進事業さきがけ研究２１「情報と知」領域領域統括
- 2001年4月～2006年3月 - 文部科学省科学研究費補助金特定領域研究「ITの深化の基盤を拓く情報学研究」研究代表者
- 2001年4月～2006年3月 - 文部科学省科学技術振興調整費「人間支援のための分散リアルタイムネットワーク技術」研究代表者
- 2003年5月～2008年3月 - 文部科学省リーディングプロジェクト「細胞・生体機能シミュレーション」統括マネージャー
- 2017年7月～2023年3月 - 内閣府研究開発官民投資拡大プログラム（PRISM）研究開発投資ターゲット領域「革新的サイバー空間基盤技術」、「AI領域」領域統括
- 2018年5月～2023年3月 - 内閣府戦略的イノベーション創造プログラム（SIP）「ビッグデータ・AIを活用したサイバー空間基盤技術」プログラムディレクター

## 主な社会的活動
- 文部科学省参与
- 文部科学省中央教育審議会委員（第3期～第4期）、大学分科会会長、第8期会長
- 日本学術振興会21世紀COEプログラムプログラム委員会委員（平成18年度）
- 日本学術会議会員
- 教育振興基本計画部会副部会長
- 大学共同利用機関法人情報・システム研究機構理事
- 環太平洋大学協会会長
- 内閣府教育再生懇談会座長
- 社団法人日本私立大学連盟会長
- 日本私立大学団体連合会会長
- 全私学連合代表（協議会議長）
- 日本学術振興会グローバルCOEプログラムプログラム委員会副委員長
- 国立大学法人東北大学経営協議会委員
- 科学基礎論学会評議員
- 新型コロナウイルス感染症対策・AIシミュレーション検討会議委員
- 新日本製鐵社外監査役
- ソニー社外取締役
- 第一三共社外取締役
- World Robot Olympiad（WRO）Japan 名誉実行委員長
- 内閣府知的財産戦略本部本部員
- 文部科学省顧問
- 文部科学省科学技術・学術審議会委員
- 文部科学省学校教育の情報化に関する懇談会座長、同学びのイノベーション推進協議会座長
- 文部科学省今後の医学部定員の在り方等に関する検討会座長
- 日本学術会議知能工学専門委員会委員長
- 外務省／国際協力機構インド工科大学ハイデラバードコンソーシアム顧問
- 総務省・文部科学省・経済産業省連携人工知能技術戦略会議議長
- 内閣府統合イノベーション戦略推進会議有識者会議（AI戦略実行会議）座長
- 文部科学省リーディング大学院推進委員会委員長
- 科学技術振興機構日本科学未来館総合監修委員会委員長
- 文部科学省日中韓大学間交流・連携（Campus Asia）推進会議共同議長
- 国立大学法人九州大学経営協議会委員
- 国立大学法人筑波大学経営協議会委員
- 国立大学法人長崎大学経営協議会委員
- 国立大学法人京都大学経営協議会委員
- 大学共同利用法人自然科学研究機構経営協議会委員
- 国立大学法人筑波大学付属駒場中高等学校学校評議員
- 横浜市教育委員会横浜教育改革会議座長
- 公益財団法人豊田理化学研究所理事
- 一般社団法人日本アジア協会会長
- 公益財団法人東京財団政策研究所常務理事・所長
- 国連事務総長ハイレベルパネル「Digital Cooperation」メンバー
- Chair, the Global Research Council[23]
- Member, Advisory Council, 理化学研究所
- Member, External Advisory Board, MIT OpenCourseWare Program[24]
- Member, International Advisory Board, ESSEC Paris
- Member, President’s Advisory Board, Seoul National University
- 日本・スウェーデン外交関係樹立150周年推進委員会委員長
- ラグビーワールドカップ2019組織委員会評議員

## 学会
- 日本認知科学会会長
- 日本神経回路学会理事
- 計測自動制御学会理事・会誌編集委員長
- 情報処理学会会長・調査研究運営委員会委員長
- 日本神経科学学会理事
- 科学基礎論学会理事
- 日本心理学会代議員

## 著書

### 単著
- 『問題解決の心理学――人間の時代への発想』（中公新書、1985年）
- 『知識と表象――人工知能と認知心理学への序説』（産業図書、1986年）
- 『認知科学と人工知能』（計算機科学/ソフトウェア技術講座第17巻、共立出版、1987年11月）
- 『認識と学習』（岩波講座ソフトウェア科学 第16巻、 岩波書店、1989年2月）（英訳版『Pattern Recognition and Machine Learning』 Academic Press, 1992）
- 『未来を先導する大学――慶應義塾長、世界の学長と語る』（慶應義塾大学出版会、2004年）
- 『教育が日本をひらく――グローバル世紀への提言』（慶應義塾大学出版会、2008年9月）
- 『心と脳――認知科学入門』（岩波新書、2011年）
- 『Learning and Interaction: From Cognitive Theories to Epistemology』 (Keio University Press, 2021)
- 『教育の未来－変革の世紀を生き抜くために』（中公新書ラクレ、2022年）

### 共編著
- 『機械の知 人間の知』（辻井潤一共著、認知科学選書、東京大学出版会、1988年）
- 『定性推論 ― 知識情報処理シリーズ）（溝口文雄・古川康一共編、共立出版、1989年）
- 『ニューラルネットワークシミュレータSONNET』（若松真共著、岩波書店、1990年7月）
- 『認知科学ハンドブック』（波多野誼余夫ほか編、共立出版、1992年）
- 『情報の表現と論理』（開一夫・石崎雅人共著、岩波書店、2003年12月）
- 『岩波講座 認知科学』全9巻（伊藤正男・安西祐一郎・川人光男・市川伸一・中島秀之・橋田浩一（共編）岩波書店、1994～95年）
- 『岩波講座 マルチメディア情報学』全12巻（長尾真・安西祐一郎・岸野文郎・西尾章治郎（共編）岩波書店、1999～2000年）
- 『岩波講座 コミュニケーションの認知科学』全5巻（安西祐一郎・今井むつみ・入來篤史・梅田聡・片山容一・亀田達也・開一夫・山岸俊男（共編）、岩波書店、2014年）

### 翻訳
- マーヴィン・ミンスキー『心の社会』[25]（産業図書、1990年、ISBN 4782800541）
- ハーバート・A・サイモン『学者人生のモデル』（安西德子共訳、岩波書店、1998年）